# Cephaloscyllium laticeps
Cephaloscyllium laticeps är en hajart som först beskrevs av Duméril 1853.  Cephaloscyllium laticeps ingår i släktet Cephaloscyllium och familjen rödhajar. IUCN kategoriserar arten globalt som livskraftig. Inga underarter finns listade i Catalogue of Life.